# Mediatització
Mediatització es defineix en termes generals com la incorporació d'una monarquia per una altra monarquia de tal manera que el governant de l'Estat incorporat mantenia el títol de noblesa, i generalment una part del poder. Així, per exemple, quan un sobirà d'un estat tipus comtat s'incorporava a un principat més gran, el seu regnat quedava subordinat al del príncep superior, però no obstant la seva jurisdicció i títols es mantenien perdent drets com la recaptació d'impostos o la justícia. La mediatització es va donar principalment al Sacre Imperi Romanogermànic, sent massiva en temps de Napoleó quan els centenars d'estats van ser en gran part mediatitzats i integrats a un nombre reduït d'estats majors.
(Vegeu article principal: Mediatització i Secularització)